# Uberaba Sport Club
L'Uberaba Sport Club, noto anche semplicemente come Uberaba, è una società calcistica brasiliana con sede nella città di Uberaba, nello stato del Minas Gerais.

## Storia
L'Uberaba Sport Club è stato fondato il 15 luglio 1917. Nel 1976, l'Uberaba ha partecipato al Campeonato Brasileiro Série A per la prima volta. Il club ha terminato al 41º posto. Nel 1979, il club ha partecipato di nuovo al Campeonato Brasileiro Série A, terminando al 23º posto. È stata la miglior prestazione del club in questa competizione. Nel 1983, l'Uberaba ha partecipato per l'ultima volta al Campeonato Brasileiro Série A. Il club ha terminato al 32º posto.

## Palmarès

### Competizioni statali
- Campeonato Mineiro Módulo II: 2

2003, 2021
- Campeonato Mineiro Segunda Divisão: 2

2015, 2021
- Taça Minas Gerais: 3

1980, 2009, 2010

### Altri piazzamenti
- Campeonato Brasileiro Série B:

Terzo posto: 1982